# 里弗顿 (怀俄明州)
里弗顿（英語：Riverton），是美国怀俄明州弗里蒙特县（Fremont）下属的一座城市。该市的人口在2000年为9,310人，2010年有10,615，2011年则估计有10,867人。